# Військовий льотчик
«Військовий льотчик» (фр. Pilote de guerre) — оповідання-мемуари відомого французького автора Антуана де Сент-Екзюпері. Книга написана в 1942 році, вона є розповіддю про роль автора в Армії де l'Air (ВПС Франції) як пілота розвідувального літака під час битви за Францію в 1940 році. Вперше видана у лютому 1942 року у Сполучених Штатах Америки одночасно французькою та англійською мовами. У Франції книга з'явилася наприкінці 1942 року, але була заборонена.

## Сюжет
Дії, описані у книзі, відбуваються у період Другої світової війни, під час вторгнення німецьких військ до Франції.                 Сент-Екзюпері був призначений льотчиком розвідувальної групи II / 33 та здійснює політ над містом Аррас. На початку війни було сформовано п'ятдесят розвідничих бригад, з яких двадцять три рахувались в його авіагрупі. Протягом перших декількох днів війни, в травні 1940 року, сімнадцять екіпажів II / 33 були принесені в жертву з необережності, за словами Екзюпері, «як склянки води, кинуті на лісову пожежу».                                                                                                                               Екіпаж Екзюпері успішно повертається із завдання.